# Пхунчолінг Сіті (футбольний клуб)
Пхунчолінг Сіті (англ. Phuentsholing City Football Club) — бутанський футбольний клуб з міста Пхунчолінг, який проводив домашні поєдинки на стадіоні Пхунчолинг. Спонсором клубу була група компаній Penden.

## Історія
Перша згадка про участь команди з Пхунчолинга на будь-якому рівні в бутанських футбольних змаганнях припала на 2000 рік, коли клуб обіграв вісім команд  у «Міжклубний чемпіонаті з турніром на вибування», а в фіналі з рахунком 1:0 переміг «Поліс». Наступного сезону повинні були взяти участь у Суперлізі, де по завершенні кваліфікаційного турніру виступали команди з усього Бутану. Однак, незважаючи на те, що турнір проходив у Пхунчолінгу, клуб відмовився від участі ще до початку змагань. До того ж невідомо чи стосуються вище вказані дані «Пхучолінг Сіті», оскільки починаючи з 2001 року команда не грала в А-Дивізіоні, а Бутанська футбольна федерація зазначає, що клуб засновано 2012 року. «Пхунчолінг Сіті» виступав у першому розіграші Національної ліги Бутану, в якому фінішував на 5-му місці серед 6 команд-учасниць, випередивши лише «Самце» (команда з Пхучолинга здобула три перемоги та одного разу зіграла внічию в 10-ти матчах). Переможним стали два матчі проти «Самце» (2:1 та 1:0 відповідно) та над «Зімдрою», а нічию команда здобула на виїзді проти «Уг'єн Академі». Наступного сезону клуб знову брав участь в національному чемпіонаті, але не так вдало, цього разу фінішувавши на останньому місці з шести команд-учасниць, (по одній перемозі та нічиїй у десяти матчах). Єдину перемогу «Пхучолінг Сіті» здобув над «Друкполом», а нічию (0:0) — на виїзді проти «Їдзіна». Незважаючи на те, що жоден клуб не вилітав з Національної ліги, клуб не взяв участі у сезоні 2014 року, а «Бутан Клірінг» став єдиним клубом з дзонгхага Чукха.